# Samoubistvo među LGBT+ omladinom
Samoubilačko ponašanje homoseksualno orijentisanih je ozbiljan socijalni problem svakog društva jer svaki deseti mladić sa homoseksualnim ponašanjem ili homoseksualnom privlačnošću razmišlja o samoubistvu. To potkrepljuju i istraživanja iz sveta, koja navode da oko 30% samoubistava u svetskoj populaciji počine homoseksualno orijentisane osobe.
U posebnom riziku od pokušaja samoubistva i samoubistva su tinejdžeri i mlađi homoseksualno orijentisani. Prema naučnim istraživanjima, ovo je delom povezano sa heterocentričnim kulturama i institucionalizovanom homofobijom i stopom zavisnosti od droge, koja generalno kod homoseksualno orijentisanih raste.
Iako postoji postignut konsenzus na osnovu brojnih studija, da mladi ljudi koji otkrivaju homoseksualnost ili homoseksualnu privlačnost imaju povećan rizik od samoubilačkog ponašanja i problema sa mentalnim zdravljem, procesi koji dovode do ovih udruženih poremećaja ostaju većim delom nejasni. Iako se takvi nalazi često tumače ulogom homofobičnih stavova i društvenih predrasuda u izazivanju problema mentalnog zdravlja kod mladih homoseksualno orijentisanih osoba, moguća su i brojna alternativna objašnjenja. Neka od tih objašnjenja data su u nastavku stranice.
Novije analize pokazuju, da iako su adolescenti koji prijavljuju istopolne romantične veze ili odnose, više od dva puta u većem riziku da pokušaju samoubistvo, velika većina mladih homoseksualno orijentisanih (84,6% muškaraca i 71,7% žena) ne ispoljava ponašanje koje vodi u samoubistvo.

## Opšta razmatranja o samoubistvu
Samoubistvo, je definisano kao aktivni ili pasivni autodestruktivni čin u kojem čovek svesno i namerno oduzima sebi život, zbog različitih motiva. U autodestruktivna ponašanja se, osim samoubistva, ubrajaju i pokušaj samoubistva, planiranje ili samo razmišljanje o samoubistvu i sve vrste samoozleđivanja. Samoubistvo je jedan od retkih fenomena koji je potpuno oslobođen, polnih, rasnih, kulturoloških, uzročnih, vrednosnih, vremenskih i uzrasnih granica.
Prema psihoanalizi, samoubistvo je čin autoagresije, izraz sadizma „super-ega” koji se okrenuo protiv same osobe. Samoubistvo je očajnički „protest”, ono je čin pobune „ega” protiv tiranskog superega i, istovremeno, poslednji pokušaj zadobijanja njegove „naklonosti”. Samoubistvo je, prema Frojdovoj teoriji nagona, najdirektniji izraz nagona smrti, odnosno impulsa za totalnom autodestrukcijom.
Mnoge osobe reaguju samoubilačkim idejama u kriznim situacijama, a da mogu proći godine da ih ne ostvare, ili koriste samoubilačke intencije da bi izazvale pažnju okoline. Ipak, na svaku samoubilačku težnju treba na vreme obratiti pažnju. Prevencija samoubistva, zato zauzima važno mesto u medicinskim i socijalnim uslugama.

Iako na prvi pogled svako samoubistvo izgleda kao duboko lični čin,
... uništavajući svoj život samoubica dovodi u pitanje temeljnu vrednost društva - ljudski život: što ovu pojavu čini društvenom devijacijom...i socijalnim problemom zbog masovnosti i zbog uzroka i posledica koje imaju duboko socijalno značenje...
Podaci Svetske zdravstvene organizacije pokazuju da je samoubistvo jedan od tri najčešća uzroka smrtnosti među adolescentima u svetu - svakog dana 250 adolescenata izvrši a njih 10.000 pokuša samoubistvo. U Srbiji na godišnjem nivou 46 osoba uzrasta od 15 do 24 godine izvrši samoubistvo. Posebno rizične grupe su mladi beskućnici, odbegli od kuće i delikventi, ali i homoseksualno orijentisane osobe.
Seksualna orijentacija i samoubistvo
Seksualna orijentacija se pojavila kao razmatrani faktor rizika za samoubistvo adolescenata u poslednjih 20 godina. Postoji jaka veza između seksualne orijentacije adolescenata i samoubilačkih misli i ponašanja. Snažni efekat seksualne orijentacije na samoubilačke misli posredujue kritični faktori rizika samoubistva mladih, uključujući:
- depresiju,
- beznadežnost,
- zloupotrebu alkohola i psihoaktivnih supstanci,
- nedavni pokušaji samoubistva od strane vršnjaka iz okruženja ili člana porodice i
- iskustva viktimizacije.[11]

Uobičajeno je da se smatra da teškoće u suočavanju sa stigmom homoseksualnosti mogu dovesti do depresije, pa čak i samoubistva među homoseksualcima i lezbijkama; koja se može naročito pojačati tokom adolescencije, kada nova seksualnost postaje centralno pitanje u životima mladih.

## Istraživanja
Svetska zdravstvena organizacija je procenila da se u svetu samo u toku 2000. godine svakih 40 sekundi dogodilo po jedno samoubistvo, odnosno da je oko 2.200 osoba svakoga dana izvršilo samoubistvo, što čini 2% ukupne smrtnosti stanovništva. Takođe treba imati u vidu da svake godine od samoubistva umre oko 800.000 ljudi, kao i to da je samoubistvo treći vodeći uzrok smrtnosti ili drugi vodeći uzrok smrti među mladima starosti od 15-29 godina (2016). Procenjuje se, dа još najmanje pet do deset puta više osoba pokuša izvršenje samoubistva, ali preživi. Najgori faktor rizika za samoubistvo je prethodni pokušaj samoubistva. Stopa samoubistava posebno je velika među ugroženim grupama koje doživljavaju diskriminaciju, kao što su izbjeglice i migranti; autohtoni narodi; lezbijke, gej, biseksualne, transrodne, interseksualne (LGBTI) osobe; i zarobljenici.
Prema statističkim podacima, Srbija je jedna od evropskih zemalja  u kojoj je broj samoubistava u porastu. Ovo zahteva izuzetnu odgovornost lekara, jer neoprezno prihvaćen pacijent od strane lekara može da deluje kao povod i navođenje na izvršenje samoubistva. Lekar koji na neprihvatljiv način reaguje u izvesnim situacijama može da se tereti za krivično delo navođenja na samoubistvo.
Do sada je sprovedeno više od 20 studija koje je su pokušale reše ovo pitanje, koristeći razne metode i uzorke. Zahvaljujući metodološkim ograničenjima prošlih studija, konsenzus nije postignut u pogledu stepena do koje je istopolna seksualna orijentacija faktor rizika za samoubistvo, a koliko je uticaj drugih činilaca, među kojima ima dosta nepoznatih, ali je nedvosmisleno utvrđeno da su mlade osobe homoseksualno orijentisana sklonije, od svojih vršnjaka, razmišljaju i pokušavaju samoubistva.

### Istraživanja s kraja 20. veka
Sredinom osamdesetih godina, pojavili su se prvi izveštaji istraživanja koji su počeli da ukazuju na to da je stopa samoubistava dramatično veća kod mlađih gejeva i lezbijki  nego u opštoj adolescentnoj populaciji. 
Debata o ovom pitanju intenzivirana je 1989. godine objavljivanjem izveštaja američkog sekretarijata za zdravlje i ljudske resurse, koji je objavio da su mlađi gejevi i lezbijke u dva do tri puta većem riziku od pokušaja samoubistva, kao i da oni učine do 30% od ukupnog broja adolescentskih samoubistava. Izveđtaj ukazuje da je kod mlađih gejeva i lezbijki u 48%, i 76%, slućajeva javljaju razmišljanja o samoubistvu, dok je između 29%, i 42%, osoba pokušalo samoubistvo. Uzorci koji su korišćeni u ovim istraživanjima nisu bili nasumični, međutim; mlađi gejevi i lezbijke predstavljeni u ovim istraživačkim podacima možda su bili u većem početnom riziku za samoubistvo. Dokazano je da su ove stope mnogo veće od onih za opštoj populaciji adolescenta; nedavne studije izveštavaju da između 19%, i 29%, populacije adolescenta ima istoriju samoubilačke ideje tokom celog života, a između 7%, i 13%, osoba pokušalo je samoubistvo.

### Istraživanja na početku 21. veka
Kao i mnoge studije u prošlosti, studije sprovedene na početku 21. veka pronašle su jaku vezu između istopolne seksualne orijentacije i samoubilačkih misli kod mladih i pokušaja samoubistva. Za razliku od prethodnih studija koje su imale dosta manjkavosti po prvi put su u istraživanja uključeni i nacionalno reprezentativni podaci za dokumentaciju ove veze. Pored nedavnih studija seksualne orijentacije i samoubistva mladih, sprovedenih na državnom nivou u SAD, nalazi novijih studija potvrđuju da istopolna seksualna orijentacija predstavlja značajan faktor rizika za samoubistvo i na taj način verovatno i za samoubistvo. Istovremeno, nalazi istraživanja s početka 21. veka takođe ukazuju na to, da rizik možda nije toliko veliki kao što se često navodi, što je i dokazano, kao i da povišeni nivoi (porast) samoubistava među mladima homoseksualne orijentacije i onima koji iskazuju istopolnu romantičnu privlačnost ili odnose, jednim delom može obijasniti i drugim dobro dokumentovani faktorima rizika koji su povezani sa samoubistvom među svim adolescentima, bez obira na seksualnu ili drugu orijentaciju.
Jedna studija pokazuje da među primarnim faktorima rizika od samoubistva kod adolescenata i mladi sa istopolnom seksualnom orijentacijom, je viši nivo depresije i zloupotrebe alkohola. Druga istraživanja ukazuju na to da gej i lezbijske adolescenti prijavljuju visok nivo depresije, i upotrebe i zloupotrebe supstanci. Smatra se da mladi gejevi i lezbijske koji prikrivaju svoje seksualne identitete, alkohol koristiti za kupiranje anksioznosti i depresije. U tom smislu budući napori istraživača i preventivni napori sa ovom populacijom trebali bi da budu fokusirati na depresiju i zloupotrebu supstanci kao prekursora za samoubistvo.

## Mogući faktori rizika
Danas su na nivou epidemioloških istraživanjakao mogući faktori rizika navode:
Porodične razlike
Veće stopa neprihvatanja LGBT osoba od strane porodice je značajno povezana sa njihovim slabijim mentalnim zdravljem. Na osnovu pokazatelja iz brojnih studija, mlade LBGT osobe, zbog odbijanja i nerazumevanja porodice tokom adolescencije su; 8,4 puta sklonije da pokušaju samoubistvo, 5,9 puta sklonije ka težem obliku depresije, 3,4 puta sklonije da koriste nedozvoljene supstance ili drogu, i 3,4 puta sklonije nezaštićenim seksualnim odnosima i bežanje od kuće, u poređenju sa vršnjacima iz porodica koje imaju visok stepen prihvatanja, ili nizak nivo porodičnog odbijanja prema LGBT srodnicima.
Ove studije pokazuju jasnu i direktnu vezu između određenog roditeljskog i negovateljskog odbijajućeg ponašanja i negativnih zdravstvenih (mentalnih) problema (poremećaja) koji se javljaju kod mladih ali i odraslih lezbijki, gej mladića i biseksualaca i mogu biti od uticaja na donošenje odluke o samoubistvu..
Psihijatrijski poremećaji
| Poremećaj                             | LGB (n=28) | Heteroseksualci (n=979) |
| ------------------------------------- | ---------- | ----------------------- |
| Izražena depresija                    | 71,4%      | 38,2%                   |
| Generalizovani anksiozni poremećaj    | 28,6%      | 14,5%                   |
| Poremećaj ponašanja                   | 32,1%      | 11,0%                   |
| Nikotinska zavisnost                  | 64,3%      | 26,7%                   |
| Zloupotreba supstanci i/ili zavisnost | 60,7%      | 44,3%                   |
| Višestruku mentalni poremećaji (>2)   | 78,6%      | 38,2%                   |
| Samoubilačke ideje                    | 67,2%      | 28,0%                   |
| Pokušaj samoubistva                   | 32,1%      | 7,1%                    |

## Mogući uzroci samoubilačkog ponašanja
Samoubilački razlozi su najrazličitiji, od nekog vida nasilja u primarnim porodicama, straha u najrazličitijim oblicima, problema prihvatanja seksualnog ili rodnog identiteta do „toksičnog" stida, sramote, osude sredine, odbacivanja, problema u školi ili na poslu. Takođe, kod velikog broja osoba postoji strah da neće dobiti posao ili da će morati stalno da se skrivaju da bi ga zadržali.
Nasilje u primarnim porodicama
Kako većina roditelja u početku doživljava emotivni šok da je njihovo dete homoseksualno, oni se najčešče ponašaju agresivno poput: negiranja činjenice da je dete gej, tendencije da se dete vodi na lečenje, a bilo je i slučajeva prekida komunikacija sa detetom i izbacivanja iz kuće.
Taj period koji traje od nekoliko nedelja do nekoliko meseci karakteriše loša komunikacija sa decom, neposedovanje teorijskih i praktičnih znanja o toj temi i činjenica da u pojedinim sredinama roditelji nemaju kome da se obrate i podele svoje brige i strahove. U ovom vremenskom određenju neshavćeno dete sa homoseksualnom orijentacijom postaje preokupirano problemima neprihvatanja od najbližih povlaći se u sebe, postaje anksiozno, depresivno i sklono samoubilačkim razmišlajnjima i idejama koja na kraju mogu rezultovati samoubistvom.
| Uticaj na zdravlje                                 | Nizak nivo odbacivanja (%) | Umeren nivo odbacivanja (%) | Visok nivo odbacivanja (%) |
| -------------------------------------------------- | -------------------------- | --------------------------- | -------------------------- |
| Samoubilačke ideje                                 | 11,8                       | 21,6                        | 43,2                       |
| Pokušaji samoubistva                               | 19,7                       | 35,1                        | 67,6                       |
| Depresija                                          | 22,4                       | 44,6                        | 63,5                       |
| Teško opijanje (zadnjih 6 meseci)                  | 40,8                       | 47,3                        | 36,5                       |
| Zloupotreba opojnih droga (zadnjih 6 meseci)       | 42,1                       | 30,0                        | 71,6                       |
| Druge zloupotrebe povezana se bilo kojim problemom | 48,0                       | 47,3                        | 68,9                       |

Strah u svim oblicima
Osobe homoseksualne orijentacije često imaju osećaj ugrožene bezebednosti na ulici i javnim prostorima iz straha da će njihova drugačija seksualna orijentacija
biti prepoznata od strane homofobičnih pojedinaca i da će ih to izložiti psihičkom i fizičkom maltretiranju. Strah da će postati žrtve nasilja ograničava ih u slobodi kretanja, načinu i stilu odevanja. Osećaj ugrožene bezbidnosti postaje izraženiji ukoliko je osoba već bila izložena istoj vrsti nasilja u prošlosti.
Problem prihvatanja rodnog identiteta
Nedavne studije o samoubilačkom ponašanju sprovedene na dva velika reprezentativna uzorka američkih učenika (R. Garofalo i sar., 1999 i G. Rimafedi i drugi, 1998, uporedo) pokazao je da su rodne razlike uticale na učestalosti pokušaja samoubistava kod dečaka homoseksualne orijentacije, ali ne i kod devojčica.
U neprijateljskom, homofobičnom svetu, mladim ljudima je teško prihvatiti svoju seksualnu orijentaciju i to prirodno uzrokuje neurotične reakcije u njima. Ovo je više nego verovatna hipoteza učestalijeg suicidnog ponašanja. Međutim, podaci iz Holandije, u nekoj meri su u suprotnosti sa stigmatizacijom, jer prema njim čak i u zemlji koja je najtolerantnija prema homoseksualnosti, stepen suicialnosti i drugih stvari vezani za nju ostaje visok među homoseksualno orijentisanim osobama.
Sram i stid
Sram i stid koji neprestano prate ljudski rod, mogu doprineti razvoju onih  „društvenih ugovora”  koji su preneseni i poznati, ali i onih izopačenih normi, ili onih kršenja  „normi”  i običaja koji su načelno prihvaćeni, a posebno se tiču ličnog, seksualnog ili intimnog područja pojedinaca. Ti osečaji ulaze u komplikovani i širok emotivni svet čovekove intime i osobnosti, tako da vidljivije osobine dobijaju u uzrocima koji su vezani uz telesno, kao središnji i određujući element stida. Sram je pak, u odnosu na stid, osećaj koji nije vezan samo uz telesnost…
Priroda ovih osećaja je da spadaju u društvene i moralne osećaje, jer utiču na pravila i na standarde društva na koje se odnose. Prema tome, sram kod LGBT+ osoba izaziva osećaj nedostojnosti koju on uočava u sebi misleći da je doživeo ili doživljava neodobravanje od strane drugih zbog onoga što on jest ili nekog dela koje je učinio, i povečava rizih od samoubilačkih ideja.
Osuda sredine
Osuda sredine dovodi LGBT+ osobe u situaciju da nemaju kome da se obrate i podele svoje brige i strahove, što povećan rizik od depresiji, zloupotrebe antidepresiva, alkohola i psihoaktivnih supstanci. 
Odbacivanje problema i nasilje u školskoj sredini i na poslu
Odbacivanjehomoseksualaca od strane vršnjaka ili radne sredine, ne samo da vodi u stigmatizaciji, već i razvija patološki strah i povećan rizik za zloupotrebu alkohola. 
Strah od nezaposlenosti
Zloupotreba psihoaktivnih supstanci
Zloupotreba alkohola

## Mere prevencije
Polazeći od svega navedenog u prethodnom delu stranice homoseksualno orijentisane osoobe pre svega adolescenti i mldi koji su u najvećem riziku od samoubistava, zaslužuju intervenciju i prevenciju koju retko primaju, a ona bi u načelu trebalo da se zasniva na brojnim činiocima, u koje spadaju:
Uloga porodice
Glavni protektivni faktor koji štiti LGBT populaciju od razvojnih rizika i potencijalnih negativnih zdravstvenih posledica, pa i samoubistva jeste porodica. Njena uoga porodice je ogromna tokom posebno u mlađem uzrastu ili procesu formiranja homoseksualnog identiteta, koji je neretko otežan različitim negativnim spoljašnjim uticajima, što može mladu LGBT osobu da uvede u razna rizična ponašanja. Ukoliko je porodica funkcionalna i prihvatajuća, ona ima potencijal da negativne sredinske uticaje ublaži i ostvari svoju ulogu, a to je da svakom svom članu obezbidi pravilan rast i razvoj, što indirektno razblažuje ili sasvim uklanja samoubilačke ideje i smanjuje agresivnost, zloupotrebu alkohola i psihoaktivnih supstanci.
Borba protiv diskriminacije i homofobije
Diskriminacija je snažan i hroničan stres i sigurno ima potencijal negativnog uticaja na različita rizična ponašanja, pa i na samoubičaćko ponašanje. O tome da narative mlade osobe homoseksualne orijentacije koje dospeju do psihijatrijskih odeljenja zbog pokušaja samoubistava obiluju temema kao što su neprihvatanje sebe, emotivno odbacivanje od strane porodice, pritisci da se promene i „nasilno izleče”, zatim tu su osuđivanje, ismevanje i pretnje iz neposrednog vršnjačkog okruženja, ali i neprekidni strah od nasilja iz šireg okruženja.
Uticaj istopolnog braka
Uspostavljanje istopolnih brakova povezano je sa značajnim smanjenjem stope pokušaja samoubistva među decom, sa najvećim efektom među decom homoseksualne orijentacije (LGB mladih). Studija o podacima iz celog SAD-a od januara 1999. do decembra 2015. godine otkrila je da je stopa pokušaja samoubistva među svim učenicima starosti od 9—12 godina opala za 7% a stopa pokušaja samoubistva među učenicima homoseksualne orijentacije (LGB omladine) starosti od 9—12 je opao za 14% u državama koje su uspostavile istospolne brakove. To je rezultovalo i podatkom: da nije pokušavalo samoubistvo oko 134.000 dece, svake godine u Sjedinjenim Državama.
Istraživači su iskoristili i postepen način na koji su istopolni brakovi uspostavljeni u Sjedinjenim Državama (proširujući se iz jedne države 2004 u svih 50 država u 2015. godini) kako bi uporedili stopu pokušaja samoubistva među decom u svakoj od država ponaosob u vremenskom periodu istraživanja. Kada se u određenoj državi uspostavio istopolni brak, trajno je došlo do smanjenjena stope pokušaja samoubistva među decom u toj državi. Nijedno smanjenje stope pokušaja samoubistva među decom nije bilo registrovano u određenoj državi u Sjedinjenim Državama sve dok ta država nije priznala istopolne brakove.
Vodeći istraživači iz brojnih studija sada se slažu da zakoni koji imaju najveći uticaj na gej odrasle mogu dovesti gej decu u položaj da se više nadaju budućnosti.
Programi podrške
Mešu značajnije primer programa podrđhe homoseksualno orijentisanim osobama iz sveta su Projekat Trevor (The Trevor Project), koji postoji već 14 godina, a od 2010. i kampanja „Postaje bolje" (It gets better) koja je su usmereni na prevenciju suicida LGBT omladine.
Projekat Trevor ima obučene savjetnike koji mogu pružiti podrđku osobama homoseksualne orijentacije u krizi svih 24 časa/7 dana u nedelji, pozivom TrevorLife linije na 1-866-488-7386. U okviru Trevor projekta postoji i radionica Lifeguard koja je besplatni modul za onlajn učenje sa video, nastavnim planom i nastavnim resursima za srednjoškolcei srednjoškolske učionice. Trening za profesionalce Trevor projekta uključuje treninge za odrasle koji rade sa mladima. Ovi treninzi pomažu savetnicima, edukatorima, administratorima, školskim medicinskim sestrama i socijalnim radnicima da razgovaraju i deluju u oblasti prevencije samoubistva u LGBTQ-u.
U Srbiji postoji samo jedan takav program podrške i to LGBT SOS telefon (011/292 00 67) koji je od 2006. godine vodi organizacija Geten.Ovaj vid podrške, na srpskom jeziku posebno je značajan za osobe iz unutrašnjosti Srbije, gde ne postoje servisi za direktno obraćanje kakvih ima u Beogradu ili Novom Sadu, kao i za osobe koje imaju strah da se direktno obrate i izlože svoj problem sa suicidogenim idejama.

## Literatura
- Cover, R. (2012). Queer Youth Suicide, Culture and Identity: Unliveable Lives?. Ashgate. ISBN 9781409444473..
- Diamond, L (2003). „Was it a phase? Young women's relinquishment of lesbian/bisexual identities over a 5-year period”. Journal of Personality and Social Psychology. 84 (2): 352—364. PMID 12585809. doi:10.1037/0022-3514.84.2.352.
- Diamond, L (2008). „Female Bisexuality From Adolescence to Adulthood: Results From a 10-Year Longitudinal Study”. Developmental Psychology. 44 (1): 5—14. PMID 18194000. doi:10.1037/0012-1649.44.1.5.
- Haas, A. P.; Eliason, M.; Mays, V. M.; Mathy, R. M.; Cochran, S. D.; D'Augelli, A. R.; Silverman, M. M.;  . (2011). „Suicide and suicide risk in lesbian, gay, bisexual, and transgender populations: review and recommendations”. Journal of Homosexuality. 58 (1): 10—51. PMC 3662085 . PMID 21213174. doi:10.1080/00918369.2011.534038.
- Hatzenbuehler, M. L. (2009). „How does sexual minority stigma "get under the skin"? A psychological mediation framework”. Psychological Bulletin. 135 (5): 707—730. PMC 2789474 . PMID 19702379. doi:10.1037/a0016441.
- Helling, S., Levy, D. S., & Herbst, D. (2010, October). Tormented to Death? People Magazine, 56. New York, NY.
- Kann, L., Olsen, E. O., McManus, T., Kinchen, S., Chyen, D., Harris, W. A., & Wechsler, H. (2011). Sexual identity, sex of sexual contacts, and health-risk behaviors among students in grades 9–12 – youth risk behavior surveillance, selected sites, United States, 2001–2009.
- MMWR Surveillance summaries Morbidity and Mortality Weekly Report Surveillance summaries CDC. 60  (7):  1–133
- Marshal, M. P.; Dietz, L. J.; Friedman, M. S.; Stall, R.; Smith, H. A.; McGinley, J.; Thoma, B. C.;  . (2011). „Suicidality and Depression Disparities Between Sexual Minority and Heterosexual Youth: A Meta-Analytic Review”. The Journal of Adolescent Health. 49 (2): 115—23. PMC 3649127 . PMID 21783042. doi:10.1016/j.jadohealth.2011.02.005.
- Mayock, P.; Bryan, A.; Carr, N. & Kitching, K. (2009) "Supporting LGBT Lives: A Study of the Mental Health and Well-Being of Lesbian, Gay, Bisexual and Transgender People" Dublin: BeLonG To Youth Services
- O'Donnell, S.; Meyer, I. H.; Schwartz, S. (2011). „Increased risk of suicide attempts among Black and Latino lesbians, gay men, and bisexuals”. American Journal of Public Health. 101 (6): 1055—9. PMC 3093285 . PMID 21493928. doi:10.2105/ajph.2010.300032.
- Russell, S. T.; Clarke, T. J.; Clary, J. (2009). „Are Teens "'Post-Gay'"? Contemporary Adolescents' Sexual Identity Labels”. Journal of Youth and Adolescence. 38 (7): 884—90. PMID 19636733. doi:10.1007/s10964-008-9388-2.
- Savin-Williams, R. (2005). The New Gay Teenager. Cambridge, Massachusetts: Harvard University Press.
- Savin-Williams, R. C. (2008). „Then and Now: Recruitment, Definition, Diversity, and Positive Attributes of Same-Sex Populations”. Developmental Psychology. 44 (1): 135—138. PMID 18194012. S2CID 3121588. doi:10.1037/0012-1649.44.1.135.
- Savin-Williams, R. C.; Ream, G. L. (2003). „Suicide attempts among sexual-minority male youth”. Journal of Clinical Child and Adolescent Psychology. 32 (4): 509—522. PMID 14710459. doi:10.1207/s15374424jccp3204_3.
- Savin-Williams, R. C.; Ream, G. L. (2007). „Prevalence and stability of sexual orientation components during adolescence and young adulthood”. Archives of Sexual Behavior. 36 (3): 385—94. PMID 17195103. doi:10.1007/s10508-006-9088-5.
- Savin-williams, R. C. (2006). „Who' s Gay ? Does It Matter ?”. Current Directions in Psychological Science. 15 (1): 40—45. doi:10.1111/j.0963-7214.2006.00403.x.
- Savin-williams, R. C., Cohen, K. M., & Youth, G. (2005). Development of Same-Sex Attracted Youth. Development, 1979(2004).
- Schwartz, S.; Meyer, I. H. (1982). „Mental health disparities research: the impact of within and between group analyses on tests of social stress hypotheses”. Social Science & Medicine. 70 (8): 1111—8. PMC 3828206 . PMID 20100631. doi:10.1016/j.socscimed.2009.11.032.
- Selby, E. A.; Anestis, M. D.; Bender, T. W.; Ribeiro, J. D.; Nock, M. K.; Rudd, M. D.; Bryan, C. J.;  . (2010). „Clinical Psychology Review Overcoming the fear of lethal injury : Evaluating suicidal behavior in the military through the lens of the Interpersonal – Psychological Theory of Suicide”. Clinical Psychology Review. 30 (3): 298—307. PMC 2834834 . PMID 20051309. doi:10.1016/j.cpr.2009.12.004.
- Orden, Van; Witte, T. K.; Cukrowicz, K. C.; Braithwaite, S. R.; Selby; Joiner, T. E. (2010). „The interpersonal theory of suicide”. Psychological Review. 117 (2): 575—600. PMC 3130348 . PMID 20438238. doi:10.1037/a0018697.
- Young, R. M.; Meyer, I. H. (2005). „The trouble with "MSM" and "WSW": erasure of the sexual-minority person in public health discourse”. American Journal of Public Health. 95 (7): 1144—9. PMC 1449332 . PMID 15961753. doi:10.2105/ajph.2004.046714.
- Best Practices: Creating an LGBT-inclusive School Climate. (n.d.). Приступљено July 24, 2016, from http://www.tolerance.org/lgbt-best-practices

## Spoljašnje veze
- Гомосексуальность, самоубийство и психическое здоровье (језик: руски)

|  | Molimo Vas, obratite pažnju na važno upozorenje u vezi sa temama iz oblasti medicine (zdravlja). |